# Кадети (телесеріал)
«Кадети» — російський телесеріал компанії «СТС», що розповідає про повсякденне життя кадетів Суворовського військового училища. Знімання тривало протягом 2006—2007 років у Тверському суворовському військовому училищі за підтримки міністерства оборони Росії.
В Україні серіал транслював канал «1+1» з 15 січня по 18 грудня 2007 року. Також серіал транслювався на телеканалі Новий канал. З жовтня 2014 року заборонений до показу в Україні.

## Сюжет
З першого до третього сезону події присвячені відповідно життю суворовців на першому, другому та третьому (останньому) курсах училища.
Час дії сюжету було віднесено до реальної пори року під час знімань, тому для першого сезону (знімання влітку-восени 2006) хронологія сюжету охоплює вступ до СВУ, першу й четверту навчальну чверть; для другого (знімання взимку-навесні 2007) — третю навчальну чверть II курсу, у третьому сезоні (літо-осінь 2007) події відбуваються перед випуском із СВУ.

### Перший сезон
Основна тема першого сезону — перехід підлітків від непевного, часом безвідповідального життя до навчання з суворими порядками під наглядом майора Василюка. В центрі сюжету — спроби спершу безвідповідального Макарова, сина мера міста, скористатися статусом свого батька; конфлікт Синицина між навчанням і стосунками зі його дівчиною Ксюшею; ворожнеча між сиротою Лєваковим і сином військового Сирниковим; захоплення Сухомлина азартними іграми; та гіперопіка батьків над Перепечко. Серед сюжетних ліній виділяється історія кохання Макарова до молодої викладачки Поліни та спроби конкурентів його батька вплинути на владу в місті.

### Другий сезон
У другому сезоні серіалу події будувалися довкола суперництва двох лідерів колективу: Макарова й переведеного до його взводу Соболєва. Сирников дедалі більше конфліктує зі своїм батьком і зв'язується з хуліганами, які вимагають з нього сплатити картярський борг. Поступово він стає красти, але врешті повстає проти хуліганів, коли ті загрожують його малій сестрі. Батько дізнається правду й вибачає його. Суворовці намагаються вирахувати хто пише на них доноси, помилково підозрюючи Сирникова. В Перепечко з'являється дівчина Вероніка, що його батьки сприймають надто серйозно. Соболєв конфліктує з Макаровим через дівчину Риту, що закінчується своєрідною дуеллю. До того ж Рита виявляється дочкою суперника батька Макарова. Коли Рита переїжджає в Москву, Макаров і Соболєв миряться. Майор Василюк отримує підвищення.

### Третій сезон
Через наближення випускного кадетам того важливо зберегти гарну репутацію. Тема відносин Макарова й викладачки етики Поліни знову стає головною. Ця сюжетна лінія залишилась відкритою, попри спроби Поліни віднадити Макарова від стосунків з нею. Макаров згодом знайомиться з Олесею. Перепечко мріє стати льотчиком, але це виявляється неможливо через його здоров'я, і він стає жертвою шахраїв. У нього також розвиваються стосунки з Анжелою. Дівчина Синицина, Ксюша, планує поїхати на навчання за кордон, і він сумнівається в її вірності. Потім він дізнається, що Ксюша вагітна, і вона робить аборт. Сирников мріє вступити до десантного училища, але його батько проти. Сухомлин ніяк не може відмовитися від азартних ігор і обманює свою дівчину Ольгу заради грошей, отож вона його покидає. Соболєв підозрює, що за серією нападів хуліганів на суворовців стоїть Трофімов, аби домогтися відрахування суперників за бійки. Трофімов і Сирников сперечаються за дівчину Дашу і їхній конфлікт закінчується виключенням обох із СВУ. Суворовці здають екзамени та випускаються із Суворовського військового училища.

## Сезони
Серіал «Кадети» має три сезони:
- Перший — 40 епізодів.
- Другий — 50 епізодів.
- Третій — 70 епізодів.

## У ролях

### Головні персонажі
- Олександр Головін — Максим Макаров.
- Артем Терехов — Кирило Соболєв (2—3 сезони).
- Іван Добронравов — Андрій Лєваков (1 сезон).
- Борис Корчевніков — Ілля Синицин.
- Аристарх Венес — Ілля Сухомлин.
- Артур Сопельник — Олександр Трофімов.
- Кирилл Емельянов — Олексій Сирников.
- Павло Бессонов — Степан Перепечко.

### Другорядні персонажі
- Вадим Андреєв — майор (потім підполковник) Павло Павлович Василюк, командир 3-го взводу.
- Анна Михайловська — Катя, дівчина суворовця Трофімова (3 сезон).
- Лінда Табаґарі — Рита Погодіна, дівчина суворовця Макарова.
- Ольга Лук'яненко — Ксюша, дівчина суворовця Синицина.
- Світлана Каминіна — сестра Яші.
- Віталій Абдулов — помічник мера.
- Володимир Стєклов — прапорщик Кантемиров.
- Олександр Пороховщиков — генерал-майор, керівник училища.
- Володимир Лаптєв — вчитель російської мови та літератури, «Паличка».
- Борис Полунін — вчитель військової підготовки (майор Пчеловодов).
- Валерія Ланська — Наташа Ротмістрова.

## Критика
Серіал містить суттєві неточності щодо укладу життя кадетів. Наприклад, суворовці носять форму тоді, коли не повинні, щовихідних відвідують дискотеку (що дозволено тільки двічі на рік), регулярно виходять за межі училища без дозволу.
Кримська правозахисна група зазначила пропагандистський, проросійський вплив серіалу: «можна тільки припускати, скільки російських молодих солдат, вихованих на цьому серіалі, згодом брали участь в захопленні Криму і Донбасу».
Російське опозиційне видання «Meduza» писало, що «Кадети» були одним із багатьох серіалів та фільмів, які показувалися з метою створення в молоді привабливого образу російської армії та тим самим спонукали до участі в війнах за межами Росії; зокрема у вторгненні в Грузію та Крим. Такі твори були призначені запевнити майбутніх солдатів, нібито воювати весело та безпечно.
Як писало видання «Нігіліст», «серіал „Кадетство“ є справжнісінькою апологією шкільних, казармових та тюремних „понятій“, що зливаються на екрані в патріотичному екстазі заради „перевиховання“ молоді. Варто зазначити, що „перевиховання“ є не перекодуванням людини, а скоріше доповненням та розвитком насильства, як правило, прищепленого ще в ранньому віці».
«Детектор медіа» зауважував, що спонсором трансляцій серіалу в Україні свого часу була ТМ «Зелена марка» (лікеро-горілчаний завод «Топаз»), тому «виникає запитання стосовно коректності алкогольного спонсора для серіалу, ядро аудиторії якого становить молодіжна, навіть юнацька аудиторія».

## Похідні роботи
У 2008 році вийшов чотиритомний роман В'ячеслава Бондаренко «Кадетство», заснований на подіях серіалу.
Ті ж актори знімалися в телесеріалі «Кремлівські курсанти» (рос. Кремлевские курсанты, 2009).
За мотивами серіалу компанією Bajoum Interactive створено відеогру-квест рос. «Кадетство. Новая история» (2009), засновану на подіях і героях серіалу

## Заборона до показу та поширення в Україні
У жовтні 2014 року Державне агентство України з питань кіно заборонило до показу та поширення в Україні деякі російські фільми, зокрема і «Кадетство». За словами голови відомства Пилипа Іллєнка, рішення прийняте з огляду на події в Україні, через які «некоректно зараз буде демонструвати на українських телеканалах ті російські фільми, в яких є відверта пропаганда, на кшталт звеличення силових структур Росії та самої Росії».